# Wiener Sportklub Wienstrom
Wiener Sportklub Wienstrom was een Oostenrijkse voetbalclub uit Hernals en stadsdeel van de hoofdstad Wenen.
De club werd opgericht als opvangnet voor de vroegere bestuursleden en spelers van de voetbalsectie van Wiener Sport-Club die in 2001 in financiële nood zat. Dit gebeurde echter in de strijd met de Wiener Sport-Club. WSK nam het terrein, licentie, spelers en fans van WSC over. 

## Geschiedenis

### Voorgeschiedenis
De Wiener Sportklub Wienstrom heeft zijn wortels in de Wiener Sport-Club, een sportvereniging die sinds 1883 bestaat en sinds 1907 ook een voetbalsectie had, die behoorlijk succesvol was. Midden jaren negentig kwam de club echter in financiële problemen. In 1995 stopte de club de samenwerking met SV Gerasdorf en degradeerde hierdoor uit de tweede klasse.
In 2001 werd de club kampioen van de Wiener Stadtliga en vond in AXA-verzekering een nieuwe hoofdsponsor voor de derde klasse. Eindelijk waren er goede vooruitzichten maar omdat het tweede faillissement nog niet voltooid was en de toekomst nog onzeker was besloten de bestuursleden van de voetbalafdeling een opvangvereniging op te richten voor de spelers van de club.

### Oprichting nieuwe club
In juni 2001 werd dan FC Wien-Hernals opgericht en in december van dat jaar werd de naam Wiener SK AXA. Begin 2002 verhuisden dan alle spelers en bestuursleden naar de nieuwe club waardoor Wiener Sport-Club nu plots zonder spelers zat. De club nam de licentie van WSC over en speelde in de Regionalliga Ost verder als Wiener Sportklub. De punten van WSC kregen ze erbij en zonder de schuldenberg van de oude club kon de nieuwe club zich versterken en won zelfs de titel met 10 punten voorsprong op Floridsdorfer AC.
De Sportklub speelde een eindronde tegen FC Lustenau 07 uit de tweede klasse en verloor die maar promoveerde uiteindelijk toch omdat FC Tirol Innsbruck failliet gegaan was en naar de derde klasse zakte. In de tweede klasse kon de club het niet waarmaken en degradeerde na één seizoen terug naar de Regionalliga.
In seizoen 2007/08 was de club een van de titelfavorieten maar moest deze rol al in het begin van de competitie lossen en de strijd ging tussen FAC Team für Wien en SKN St. Pölten. Na een middelmatige start kwam de club echter goed terug en werd uiteindelijk vierde. In 2008/09 deed de club het opnieuw goed met een vierde plaats.
In 2017 ging de club op in Wiener Sport-Club.